# 6320 Bremen
6320 Bremen (1991 AL3) là một tiểu hành tinh vành đai chính được phát hiện ngày 15 tháng 1 năm 1991 bởi Freimut Börngen ở Tautenburg.